# Télévision numérique terrestre au Brésil

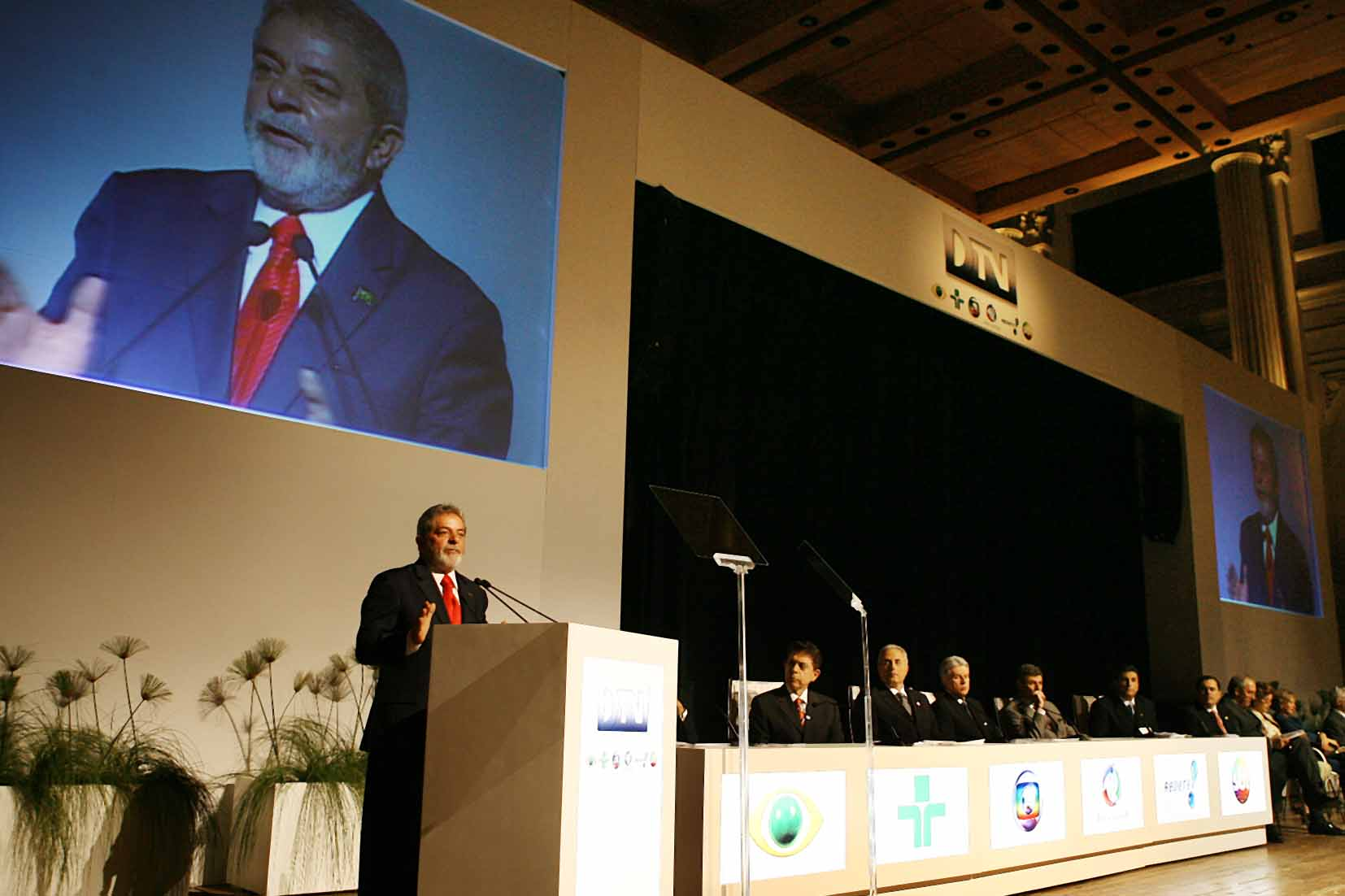
Le président brésilien Lula lors de la cérémonie de lancement de la TNT au Brésil, le 2 décembre 2007.

La télévision numérique terrestre au Brésil fait référence à la transition, à partir de l'année 2007, de la télévision analogique vers la télévision numérique sur le territoire brésilien. La télévision numérique terrestre (TNT) brésilienne exploite la norme SBTVD (pour Sistema Brasileiro de Televisão Digital en portugais), adoptée dans la plupart des pays d'Amérique du Sud et basée sur la norme japonaise ISDB-T.
Son lancement officiel, soit la première émission d'un signal numérique sur le territoire brésilien, a eu lieu à São Paulo le 2 décembre 2007, à 21h20, au cours d'une cérémonie de plus de 2 000 personnes au centre culturel Júlio Prestes de São Paulo, en présence du président Lula et de plusieurs acteurs du secteur de la télévision. Son déploiement s'est ensuite étendu aux villes de Belo Horizonte et de Rio de Janeiro en avril 2008, puis s'est poursuivi à partir du second semestre 2008 sur l'ensemble du territoire brésilien.
À la fin du mois de juillet 2012, l'ensemble des capitales d'État du Brésil étaient couvertes par la TNT, soit une population estimée à 44,9 millions d'habitants, et la population des autres villes ayant accès à la TNT était estimée à 43 millions d'habitants.